# Shoah (film)
Pour les articles homonymes, voir Shoah (homonymie).
Pour plus de détails, voir Fiche technique et Distribution.
Shoah est un film documentaire français sur l'extermination des Juifs par les nazis, durant la Seconde Guerre mondiale. Réalisé par Claude Lanzmann, le film, qui dure près de dix heures, est sorti en 1985. Tourné dans les années 1976-1981, monté durant plus de 5 ans à partir de 350 heures d'épreuves de tournage, il est composé d'entrevues de témoins de la Shoah et de prises de vues faites sur les lieux du génocide. 
Récompensé d'un César d'honneur en 1986, il est inscrit en 2023 au registre de la Mémoire du monde de l'UNESCO. Cité à de nombreuses reprises dans les listes des meilleurs films de tous les temps,,, cette oeuvre-monument marque une date importante dans la représentation et la diffusion de la mémoire de la Shoah.  

## Synopsis
Longue méditation douloureuse sur la singularité des crimes nazis et la douleur de l'Homme survivant, le film prend le parti de n'utiliser aucune image d'archives. Seuls des témoignages de rescapés, de contemporains ou d'assassins sont montrés. Quelques séquences ont été rejouées ou préparées (ainsi le récit poignant d'un coiffeur, Abraham Bomba), mais la plupart ont été tournées en caméra directe, traduites à la volée par l'un ou l'une des protagonistes.
D'une durée de près de 10 heures, le film est construit en quatre volets : la campagne d'extermination par camions à gaz à Chełmno ; les camps de la mort de Treblinka et d'Auschwitz-Birkenau ; et le processus d'élimination du ghetto de Varsovie.
Le volet consacré à Chełmno met en avant les témoignages de Simon Srebnik, détenu sauvé par sa voix mélodieuse et que les nazis faisaient chanter à la demande ; de Mordechaï Podchlebnik, détenu évadé ; de Franz Schalling, un soldat SS ; de Walter Stier, un bureaucrate nazi qui décrit le fonctionnement des chemins de fer (il insiste pour dire qu'il était trop occupé à gérer le trafic ferroviaire pour remarquer que ses trains transportaient des Juifs à la mort).
Le volet consacré à Treblinka met en avant les témoignages d'Abraham Bomba, détenu et coiffeur, de Richard Glazar, détenu appartenant au commando de travail et qui survécut à la révolte du camp, d'Henryk Gawkowski, polonais conducteur de locomotives pour qui seule la vodka permettait de supporter son travail, et de Franz Suchomel, un Unterscharführer SS qui a travaillé dans le camp. Il détaille longuement le fonctionnement concentrationnaire et criminel de la chambre à gaz du camp. Jusque-là stoïque, Bomba s'écroule en se remémorant la scène d'un codétenu obligé de raser sa femme et sa sœur, à l'orée de la mort, sans pouvoir leur venir en aide. De son côté, Suchomel affirme qu'il ne savait rien de l'extermination, jusqu'à son arrivée à Treblinka.
Les témoignages sur Auschwitz sont fournis par Rudolf Vrba, l'un des rares détenus à avoir réussi à s'évader du camp, et par Filip Müller, détenu qui a travaillé dans l'un des fours crématoires (bouleversé par le souvenir, il se souvient du chant des prisonniers dans la chambre à gaz). Certains villageois des alentours sont interrogés, qui n'ont pas de peine à avouer qu'ils savaient.
Le ghetto de Varsovie est décrit par Jan Karski, qui travaillait pour le gouvernement polonais en exil et qui tenta sans succès de convaincre les gouvernements alliés d'intervenir pour mettre fin à la barbarie exterminatrice, et par Franz Grassler (de), adjoint du commissaire nazi du Ghetto, ainsi que de survivants juifs de l'insurrection du ghetto de Varsovie.
Des entrevues avec Raul Hilberg, historien, ponctuent le film.

## Fiche technique
- Titre : Shoah
- Réalisation : Claude Lanzmann
- Image : Dominique Chapuis, Jimmy Glasberg et William Lubtchansky
- Montage : Ziva Postec et Anna Ruiz (pour une des séquences de Treblinka)
- Langues : français, anglais, allemand, hébreu, polonais, yiddish[11], arabe, persan, turc[12].
- Genre : documentaire
- Pays de production :  France
- Durée : 
  - France : 570 min[1]
  - USA : 503 min[2]
  - Royaume-Uni : 566 min[3]
  - Suède : 544 min[réf. nécessaire]
- Dates de sortie : 
  - France : 30 avril 1985[13]
  - États-Unis : 23 octobre 1985

## Principales personnes interviewées
Les protagonistes sont filmés à caméra ouverte, à l'exception de trois : 

« Il y a dans Shoah six nazis. Parmi eux, trois ont été filmés à leur insu et les trois autres avec une caméra classique,. »

Lanzmann a déclaré avoir dû payer copieusement les témoins allemands,.
- Armando Aaron, président de la communauté juive de Corfou
- Abraham Bomba : survivant du camp de Treblinka
- Czesław Borowi : habitant de Treblinka
- Paula Biren : survivante du camp d’Auschwitz
- Inge Deutschkron : survivante des purges de Berlin
- Itzhak Dugin : survivant de Vilna
- Ruth Elias : déportée du camp de concentration de Theresienstadt, survivante du camp d’Auschwitz
- Monsieur Filipowicz : habitant de Włodawa, près du camp de Sobibor
- Monsieur Falborski : habitant de Koło
- Henryk Gawkowski : habitant de Małkinia, près du camp de Treblinka
- Richard Glazar : survivant du camp de Treblinka
- Dr Franz Grassler : adjoint allemand du docteur Heinz Auerswald, commissaire nazi du Ghetto de Varsovie
- Raul Hilberg : historien
- Jan Karski : courrier du gouvernement polonais en exil, témoin du Ghetto de Varsovie
- Karl Kretschmer : lieutenant dans l' Einsatzgruppe C, responsable de Babi Yar (interview en caméra cachée, non intégrée) [18]
- Mme Michelsohn : femme de l'instituteur nazi de Chełmno
- Filip Müller : survivant du camp d’Auschwitz
- Josef Oberhauser : officier nazi dans le camp d'extermination de Bełżec
- Madame Pietyra : habitante d'Auschwitz
- Jan Piwonski : aide-aiguilleur, gare du camp d'extermination de Sobibor
- Mordechaï Podchlebnik : survivant du camp d'extermination de Chełmno
- Simha Rottem : survivant du Ghetto de Varsovie
- Franz Schalling : garde allemand au camp d'extermination de Chełmno
- Heinz Schubert : adjudant dans l' Einsatzgruppe D (interview en caméra cachée, non intégrée) [19]
- Alfred Spiess : procureur général du procès de Treblinka (1960)
- Franz Suchomel : SS Unterscharführer, camp de Treblinka
- Walter Stier : membre du parti nazi, chef du bureau 33 de la « Reichsbahn » (chemins de fer du Reich)
- Simon Srebnik : survivant du camp d'extermination de Chełmno
- Rudolf Vrba : survivant du camp camp d’Auschwitz
- Motke Zaidl : survivant de Vilna
- Hanna Zaidl : fille de Motke Zaidl
- Itzhak Zuckermann : commandant en second de l'Organisation juive de combat
- Paysans et cheminots de Treblinka, villageois polonais de Chełmno, habitants de Grabow[20]…

## Production

### Préproduction
Entre l'enquête préparatoire, qui dure quatre ans, dans quatorze pays, le tournage (près de 350 heures entre 1976 et 1981), sur les lieux mêmes du génocide, et le montage, le film a pris douze ans pour voir le jour (1973-1985). Son origine vient d'une commande du gouvernement israélien, en octobre 1973, à la fin de la guerre du Kippour : « L'aventure de Shoah commence ici : mon ami Alouf Hareven, directeur de département au ministère des Affaires étrangères israélien, me convoqua un jour et me parla avec une gravité et une solennité que je ne lui connaissais pas. […] Il ne s'agit pas de réaliser un film sur la Shoah, mais un film qui soit la Shoah. […] Si tu acceptes, nous t'aiderons autant que nous le pourrons. » Mais le film a rapidement épuisé les commanditaires, tant par sa durée que par ses délais de fabrication. Le réalisateur a dû trouver d'autres financements : gouvernement français et beaucoup de dons directs en France. Par contre, aucun secours du Congrès juif mondial, ni d'aucun donateur américain.

### Tournage
- Les séquences en caméra cachée ont été tournées avec l'une des cinq cents caméras vidéo « Paluche »[25] produites par Aaton Digital (Jean-Pierre Beauviala) qui transmettait en UHF les images à un récepteur peu éloigné (dans une camionnette Volkswagen comiquement bariolée, garée à quelques mètres). Lanzmann conte[26] qu'il en fallut deux, malgré le coût prohibitif, la première ayant grillé dans le sac dans laquelle elle était cachée, et que la seconde dut être envoyée à la figure des agresseurs lorsque le subterfuge fut éventé (mais elle lui fut restituée une fois l'affaire classée sans suite).
- La séquence du train à vapeur s'arrêtant à Treblinka, gare toujours actuelle, a pu être tournée parce qu'en 1978 les locomotives à vapeur servaient toujours sur le réseau polonais. Le réalisateur raconte dans ses mémoires[27] qu'il a loué une locomotive (sans ses wagons) à la compagnie des chemins de fer polonais, négocié son insertion dans le trafic ferroviaire et demandé à Henryk Gawkowski, ancien conducteur de locomotive, de reproduire les gestes qu'il avait maintes fois dû accomplir alors.
- Le titre du film ne s'est imposé à Lanzmann qu'une fois le film fini : auparavant, « par-devers moi et comme en secret, je disais “la Chose”. C'était une façon de nommer l'innommable. Comment aurait-il pu y avoir un nom pour ce qui était absolument sans précédent dans l'histoire des hommes ? Si j'avais pu ne pas nommer mon film, je l'aurais fait. Le mot “Shoah” se révéla à moi une nuit comme une évidence, parce que, n'entendant pas l'hébreu, je n'en comprenais pas le sens, ce qui était encore une façon de ne pas nommer[28]. »

## Réception du film
Le film a fait sensation dès sa sortie : sa longueur, sa rigueur, son intransigeance ont impressionné. La presse fut immédiatement élogieuse et les prix et distinctions ne tardèrent pas à consacrer l'œuvre autant que le réalisateur.
La polémique a éclos sans attendre, largement entretenue par le gouvernement polonais de l'époque, le film était dit antipolonais. L'Association socioculturelle des Juifs de Pologne (Towarzystwo Społeczno-Kulturalne Żydów w Polsce) s'indigna et remit une lettre de protestation à l'ambassade française à Varsovie. Wladyslaw Bartoszewski, survivant d'Auschwitz et citoyen d'honneur d'Israël, reprocha à Lanzmann de ne pas évoquer les milliers de sauveurs polonais de Juifs et d'avoir mis l'accent sur des Polonais ruraux pauvres en haillons, conformes aux clichés sur la Pologne.

Cependant Jan Karski, l'un des témoins polonais les plus importants du film, qui regrettait aussi cet aspect, s'est dissocié des critiques en déclarant dans la revue Esprit : 

« Shoah est sans aucun doute le plus grand film qui ait été fait sur la tragédie des Juifs. Nul autre n'a su évoquer l'holocauste avec tant de profondeur, tant de froide brutalité et si peu de pitié pour le spectateur. De surcroît, la construction du film, l'enchaînement des témoignages, des événements, de la nature et des saisons débordent d'une poésie très pure […]. Ceux qui verront ce film ne pourront jamais l'oublier. »

Le film a été ignoré dans le monde islamique, avant que l'association Projet Aladin, sous le patronage de l'Unesco, n'entreprenne en 2011 la traduction en langues persane, arabe et turque. La première diffusion en Iran a eu lieu, le 7 mars 2011, via deux télévisions satellitaires émettant depuis les États-Unis.

## Prix et distinctions
Le film et son réalisateur ont reçu treize prix différents :
- César du cinéma (César d'honneur, 1986) ;
- British Academy Film Awards (prix du meilleur documentaire, 1986) ;
- Boston Society of Film Critics Awards (Best Documentary, 1986) ;
- New York Film Critics Circle (Best Documentary, 1985) ;
- Los Angeles Film Critics Association Awards (Special Award, 1985) ;
- National Society of Film Critics Awards (Best Documentary, 1986) ;
- International Documentary Association (Award, 1986) ;
- Kansas City Film Critics Circle Awards (Award, 1986) ;
- Rotterdam International Film Festival (Best Documentary, 1986) ;
- Internationale Filmfestspiele de Berlin (Caligari Film Award, prix FIPRESCI, « Honorable mention » de l'OCIC Award, 1986) ;
- Prix Adolf-Grimme (médaille d'or, 1987) ;
- BAFTA Awards (Flaherty Documentary Award, 1987) ;
- cinema Eye Honors Awards (The Influentials, 2014).

## Films de Claude Lanzmann en lien avecShoah
Le film Shoah est monté à partir de trois cent cinquante heures de prises de vues, réalisées entre 1974 et 1981. Le montage final fait environ 9 heures 30. La quasi-totalité des épreuves de tournage exploitables (approximativement 220 heures) sont disponibles à l'Holocaust Memorial Museum.
Claude Lanzmann a proposé quatre autres films basés sur des interviews faites à l'époque, qui n'avaient pu trouver (partiellement ou intégralement) leur place dans le film en 1985 :
- Un vivant qui passe, 1997 (65 minutes). Interview de Maurice Rossel, délégué de la Croix-Rouge, qui s'était rendu dans le camp d'Auschwitz et le ghetto de Theresienstadt durant la guerre[32].
- Sobibor, 14 octobre 1943, 16 heures, 2001 (95 minutes). Interview de Yehuda Lerner sur la révolte des prisonniers du camp d'extermination de Sobibor en 1943[32].
- Le Rapport Karski, 2010 (49 minutes). Interview de Jan Karski, premier témoin officiel de l'extermination des Juifs en Pologne, sur ses missions en Pologne et auprès de responsables occidentaux dont Roosevelt[33],[34].
- Le Dernier des injustes, 2013 (218 minutes). Interview de Benjamin Murmelstein, président du Conseil Juif à Theresienstadt, au sujet, entre autres, de ses relations avec Eichmann[35].
- Les Quatre Sœurs, 2018 (273 minutes). Quatre femmes témoignent des horreurs des camps nazis : Paula Biren, Ruth Elias, Ada Lichtman et Hanna Marton. Le film sera diffusé sur Arte en janvier 2018[36].

Par ailleurs, deux films exploitent également des images filmées par Lanzmann :
- Shoah: The Unseen Interviews, 2011 (55 minutes). Extraits d'entretiens avec Abraham Bomba, Ruth Elias et Peter Bergson. Film monté en 2011 par les archivistes de l'Holocaust Memorial Museum[37],[31]
- Claude Lanzmann: Spectres of the Shoah, 2015 (40 minutes). Documentaire de Adam Benzine (en) sur Lanzmann et plus particulièrement les 12 ans pendant lesquels celui-ci a réalisé Shoah. On y voit des extraits inédits des épreuves de tournage non utilisés par Lanzmann (l'entretien avec Heinz Schubert).

## Diffusion
- 1985 : Diffusion au cinéma, dans deux salles seulement à Paris en raison de sa longueur[38].
- 1985 : Le texte intégral du film est paru en livre avec une préface de Simone de Beauvoir[20].
- 1987 : Shoah est diffusé pour la première fois à la télévision française durant quatre soirs consécutifs à partir du 30 juin 1987 sur TF1 alors que se déroule la fin du procès de Klaus Barbie. La chaîne française avait acheté les droits de diffusion en 1979. On estime à 4 millions le nombre de téléspectateurs à l'occasion de cette diffusion télévisée[39].
- 2001[40] : À l'instigation de Jack Lang, alors ministre de l'Éducation nationale, et édité par Jean-François Forges, professeur d'histoire à Lyon, un DVD regroupant six séquences de trente minutes sélectionnées par Claude Lanzmann a été diffusé dans les établissements scolaires en France[41].
- 2018 : Le film est diffusé en intégralité sur Arte le 7 juillet 2018, en hommage à son réalisateur décédé deux jours plus tôt[42]. Cette version est une copie numérique produite en 2012 par Why Not Productions[43]. Les deux parties de cette version durent respectivement 4 h 24 et 4 h 42.
- 2018 : Le mémorial du Camp des Milles, à Aix-en-Provence, diffuse Shoah, ainsi que Le Dernier des injustes, durant tout l'été 2018 dans ses espaces d'exposition[42].
- 2024 : Le film est diffusé en intégralité sur France 2 de la soirée du 30 janvier 2024, jusque dans les premières heures du 31 janvier 2024, à l'occasion de la Journée de la mémoire des génocides et des crimes contre l’humanité[44].

### Représentation de la Shoah au cinéma
- Collectif (Jean-Louis Comolli, Hubert Damisch, Arnaud Desplechin, Bill Krohn, Sylvie Lindeperg, Jacques Mandelbaum, Marie-José Mondzain, Ariel Schweitzer, Annette Wieviorka, Claude Lanzmann…), coordonné par Jean-Michel Frodon, Le cinéma et la Shoah, un art à l'épreuve de la tragédie du XXe siècle, éditions Cahiers du cinéma, novembre 2007.
- Conseil de l'Europe, La Shoah à l'écran — Crimes contre l'humanité et représentation, la Documentation française, 2004[45].
- Claudine Drame, Des films pour le dire : Reflets de la Shoah au cinéma — 1945-1985, Métropolis, 2007.
- Shlomo Sand, Le XXe siècle à l'écran, chapitre 6 « L'industrie du cinéma face à l'industrie de l'extermination : du méchant juif Süss à Schindler, le bon Allemand », 2004[46].

## Évocations du film
- Dans le film Dieu est grand, je suis toute petite, les personnages principaux et quelques personnages secondaires discutent du film Shoah, et notamment de sa durée exceptionnelle.
- Arnaud Desplechin fait longuement référence à Shoah dans Spectateurs ! : il a découvert le film lors de sa sortie aux 3 Luxembourg.

#### Texte du film
- Claude Lanzmann, Shoah, éd. Fayard, Paris, 1985, 254 pages. En livre de poche : Shoah, Gallimard, coll. « Folio », 1997, 284 p. (ISBN 978-2-07-040378-3). Texte intégral du film, paroles et sous-titres (aperçu).
- Original des transcriptions de Lanzmann, et traductions (plus lisibles) en anglais, en ligne sur le site du musée du mémorial de l'Holocauste des États-Unis.Voir « Claude Lanzmann Shoah Collection » et, pour chaque interviewé, chercher Lanzmann's original transcript ou English translation of transcript.

#### Textes de Claude Lanzmann au sujet du film
- Claude Lanzmann, Le Lièvre de Patagonie, Paris, Gallimard, 2009, 756 p. (ISBN 978-2-07-043778-8), p. 427-545 : récits de tournage.
- Claude Lanzmann, La Tombe du divin plongeur, Paris, Gallimard, 2012, 441 p. (ISBN 978-2-07-013441-0, OCLC 795442624), p. 307 à 412.

#### Livres, articles et documentaire sur le filmShoah
- Aline Alterman, Visages de Shoah, éd. Cerf, 2006
- Michel Deguy, Au sujet de Shoah, le film de Claude Lanzmann, Paris, Belin, Paris, 1990, 316 p.
- Jean-Pierre Esquenazi, « Qu’est-ce que tu as vu à Chelmno? Shoah, un monumentaire », Cinémas, vol. 12, no 1,‎ automne 2001, p. 147–165 (lire en ligne)
- Shoshana Felman, (en) In an Era of Testimony : Claude Lanzmann's Shoah, Yale French Studies, no  79, Literature and the Ethical Question, éd. Yale University Press, 1991, p. 39–81 (texte en ligne) - Trad. (fr) À l’âge du témoignage : Shoah de Claude Lanzmann, in Michel Deguy, Au sujet de Shoah, le film de Claude Lanzmann, éd. Belin, Paris, 1990
- Catherine Hébert, Ziva Postec, la monteuse derrière le film Shoah, Québec, Les Films du 3 Mars, 2018, 92 min. (présentation en ligne)
- Jan Karski, « Shoah », Esprit,‎ février 1986, p. 112-114 (lire en ligne)Traduction en français de l'article paru en polonais dans Kultura n° 11/458, novembre 1985
- Éric Marty, Sur Shoah de Claude Lanzmann, éditions Manucius, coll. Le Marteau sans maître, 2016
- Éric Marty, « L'Usage des noms : Shoah de Claude Lanzmann », dans Le Débat, no 162, novembre-décembre 2010
- Shlomo Sand, Le XXe siècle à l'écran, préface de Michel Ciment, p. 329–334, éd. Seuil, 2004
- Carles Torner (préf Claude Lanzmann), Shoah, une pédagogie de la mémoire, éd. l’Atelier, 2001
- Gérard Wajcam, L'Objet du siècle, éd. Verdier, 1999, 256 pages  (ISBN 2-86432-299-4) (présentation en ligne)

#### Livres publiés par des témoins du film
- Raul Hilberg : La Destruction des Juifs d'Europe, 1961 ; éd. Fayard, 1988, et Gallimard, « Folio » - histoire, deux volumes, 1991 ; troisième édition, trois volumes, Gallimard, « Folio » - histoire, 2006.
- Inge Deutschkron : Je veux vivre, juive à Berlin, 33-45, éd. le Centurion, 1984, 239 p.
- Jan Karski (trad. de l'anglais), Mon témoignage devant le monde : Histoire d'un État clandestin, Paris, R. Laffont, 2010, 398 p. (ISBN 978-2-221-11556-5). Troisième édition française de Story of a Secret State, 1944 ; préface et annotations de Céline Gervais-Francelle.
- Filip Müller (trad. P. Desolneux), Trois ans dans une chambre à gaz d'Auschwitz, Paris, Pygmalion, 1995, 242 p. (ISBN 978-2-85704-457-4, OCLC 937453345).
- Simha Rotem (trad. de l'anglais par Guillaume Marlière), Mémoires d'un combattant du ghetto de Varsovie, Paris, Ramsay, coll. « L'indicible », 2008, 275 p. (ISBN 978-2-84114-935-3).
- Rudolf Vrba et Alan Bestic (trad. Jenny Plocki et Lily Slyper), Je me suis évadé d'Auschwitz [« I cannot forgive »], Paris, Ramsay, 2001 (1re éd. 1987), 399 p. (ISBN 978-2-84114-569-0, OCLC 469334931).
- (en) Yitzhak Zuckerman (trad. Barbara Harshav), A surplus of memory : chronicle of the Warsaw Ghetto uprising, Berkeley, University of California Press, coll. « A centennial book », 1993, 702 p. (ISBN 978-0-520-07841-3, OCLC 644147525)